# 唯密文攻击
在密码学或密码分析中，唯密文攻击是一种攻击模式，指的是在仅知已加密文字（即密文）的情况下进行攻击。此方案可同时用于攻击对称密码体制和非对称密码体制。

## 目的
唯密文攻击所希望達到的目的包括幾種，依照成功的程度排列：
- 取得原始明文中的部份資訊。
- 取得原始明文。
- 得知解密用的。

穷举法是屬於一種唯密文攻击，但一般在設計演算法時都會考慮到穷举法。